# Neochrysoprasis
Neochrysoprasis is een kevergeslacht uit de familie van de boktorren (Cerambycidae). De wetenschappelijke naam van het geslacht werd voor het eerst geldig gepubliceerd in 1969 door Franz.

## Soorten
Neochrysoprasis is monotypisch en omvat slechts de volgende soort:
- Neochrysoprasis zajciwi Franz, 1969